# Anacapa Island Archeological District
L'Anacapa Island Archeological District est un district historique américain dans le comté de Ventura, en Californie. Situé sur l'île Anacapa, dans le parc national des Channel Islands, il est inscrit au Registre national des lieux historiques depuis le 12 septembre 1979.